# Kawnice
Kawnice is een plaats in het Poolse district  Koniński, woiwodschap Groot-Polen. De plaats maakt deel uit van de gemeente Golina en telt 1149 inwoners.